# Neperigea
Neperigea là một chi bướm đêm thuộc họ Noctuidae.